# Bajada (arquitectura)

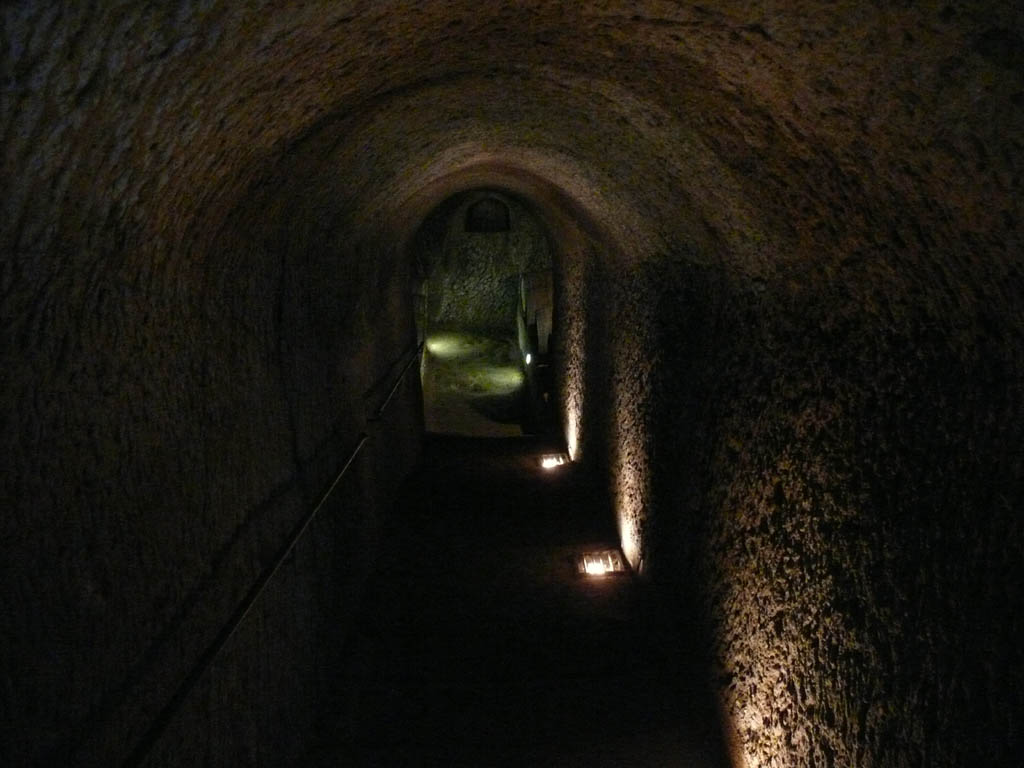
Bajada en el Gueto judío de Pitigliano

Bajada es un cañón de bóveda inclinado, como las construidas para cubrir las escaleras de un sótano.

## Tipos
Puede ser en esviaje o recta. En el primer caso el cañón es en pendiente y oblicuo y en el segundo, la bóveda es normal a sus frentes.